# Freiherren von Belmont

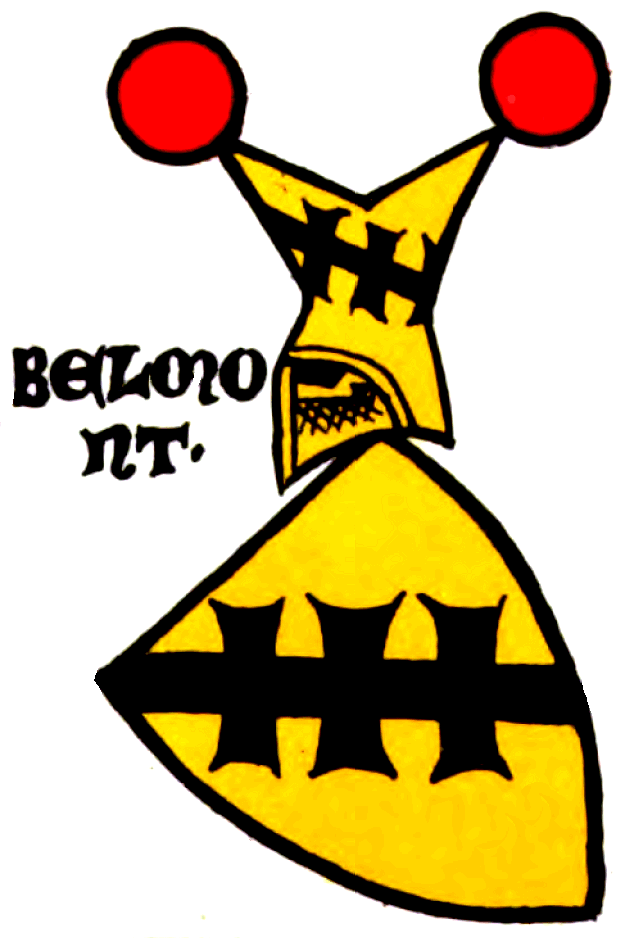
Wappen der Belmont in der Zürcher Wappenrolle (ca. 1340)

Die Freiherren von Belmont waren vom 12. bis 14. Jahrhundert ein edelfreies Freiherrengeschlecht aus dem heutigen Kanton Graubünden in der Schweiz. Ihre Besitzungen lagen in der unteren Surselva um die Dörfer Castrisch und Flims sowie im Lugnez.

## Familie
Die unter anderem mit den Freiherren von Vaz und von Rhäzüns verwandten von Belmont erscheinen in den Urkunden erstmals in den Gamertinger Urkunden vom 22. Januar 1139 als Zeugen, erwähnt wird ein Lutefridus de Belmont, der in einer weiteren Urkunde als Lutifridus de Castrisis auftritt, was beweist, dass die Belmonter und die Herren von Cästrisch eines Stammes waren.

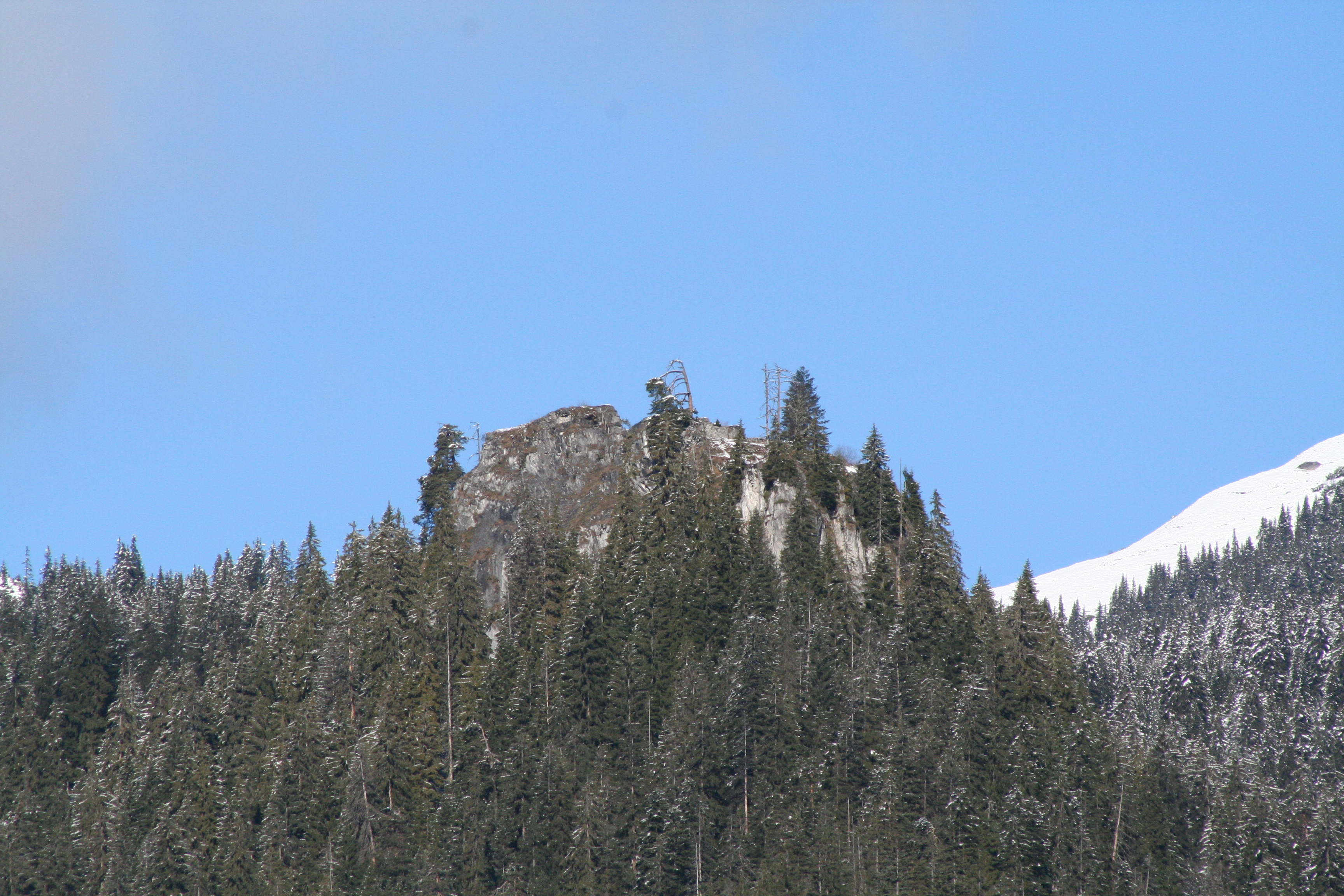
Burghügel der Burg Belmont

Die Herren von Belmont gehörten mit den Cästrisch, Montalt, Löwenberg, Übercastel, Frauenberg, Wildenberg, Greifenstein usw. zur Ursippe der Herren von Sagogn-Schiedberg. In einer Urkunde vom 25. April 1358 (Bündner Urkunden Buch Nr. 3235) stellt sich der letzte Belmonter im Mannesstamm wie folgt vor: «Ich Vlrich Walther von Belmont, friie». Die Bezeichnung „Freiherr“ war in dieser Zeit in Rätien noch lange nicht gebräuchlich.
Bis um 1200 bewohnten die von Belmont die Burg Belmont bei Fidaz, um 1250 errichtete Freiherr Heinrich von Belmont eine Burg auf Tuma Casté in Domat/Ems. Im 14. Jahrhundert erscheint immer noch die Burg Castrisch, welche seit den Anfängen des 13. Jh. ihnen gehört hatte als Sitz der Adelheid von Montalt "erborene" von Belmont, welche urkundete 1371: «der geben ist uff der vesti ze Caestris».
Die Belmonter waren Gerichtsherren in der Gruob, im Lugnez und in Flims. Das Kloster Pfäfers setzte sie als Vögte über seinen Grosshof in Chur ein, wo die Familie am Anfang des 13. Jahrhunderts zwei Domherren und von 1273 bis 1282 mit Konrad einen Fürstbischof stellte. Zudem besassen die Belmonter den Kirchensatz der Talkirche St. Vinzenz in Vella und die Kollatur zweier Kapellen in Sagogn.
Begräbnisort der Familie war ursprünglich die St. Luziuskirche in Chur, später die Kathedrale St. Maria Himmelfahrt in Chur und ab dem 14. Jahrhundert auch Castrisch.

## Namensträger

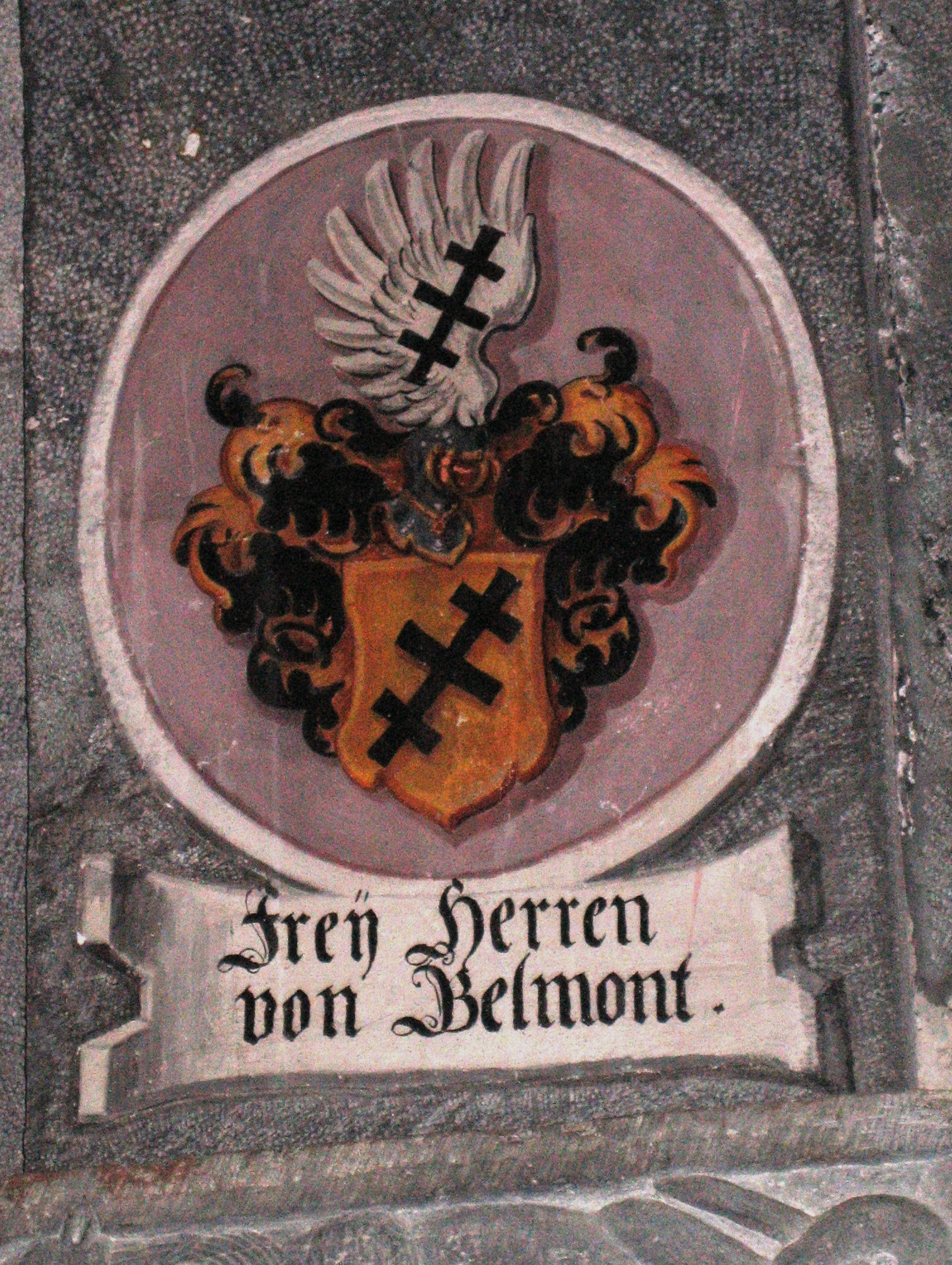
Wappen der Herren von Belmont in der Kathedrale in Chur

Erster dokumentierter Namensträger ist Lutefridus, belegt 1139. Heinrich von Belmont ist von 1252 bis 1262 belegt; er benutzte konsequent den Nobilis-Titel (Freiherr). Sein Sohn Konrad war Churer Bischof, ein zweiter Sohn Heinrich (belegt 1267–1307) war 1267 der erste bekannte rätische Student an der Universität Bologna.
Ulrich Walter von Belmont, Sohn von Johannes und von Adelhaid von Klingen, war der letzte männliche Vertreter des Geschlechts. 1352 kämpfte er in der Belmonter Fehde bei Sogn Carli in der Schlacht von Mundaun mit weiteren Adligen und lokalen Bauern erfolgreich gegen die territorialen Ansprüche der Werdenberger. Der Sage nach sollen die Lugnezerinnen bei der Porclas Cumbel den Kampf entschieden haben.
Ulrich Walter verstarb kinderlos am 11. Juli 1371; seine Erbin war seine Schwester Adelheid, die in erster Ehe mit Heinrich von Rhäzüns verheiratet war; in zweiter mit Heinrich von Montalt. Über sie gelangte die Stammherrschaft der von Belmont 1390 an ihre Tochter aus erster Ehe Elisabeth und deren Ehemann Kaspar von Sax-Misox.